# دائرة أولاد دراج
دائرة أولاد دراج هي إحدى دوائر ولاية المسيلة الجزائرية.

## أنظر أيضا
- سلمان (مدينة)